# أكتون (ماساتشوستس)
أكتون، ماساتشوستس  (بالإنجليزية: Acton, Massachusetts)‏ هي بلدة تقع في مقاطعة ميدلسيكس (ماساشوستس) بولاية ماساتشوستس في الولايات المتحدة. تأسست عام 1639، تبلغ مساحتها 52.5 (كم²)، وترتفع عن سطح البحر 79 م، بلغ عدد سكانها 21929 نسمة في عام تعداد الولايات المتحدة 2010 حسب إحصاء مكتب تعداد الولايات المتحدة وتصل الكثافة السكانية فيها 401.4 نسمة/كم2.

## أعلام
- درو هوستون
- جيمس براون
- أليس هاسكينز
- بوب بروك
- هايلي بروك
- لين كارين ديوتش

## وصلات خارجية
- www.acton-ma.gov